# 特魯巴赫河
49°45′11.2″N 11°9′40.3″E / 49.753111°N 11.161194°E

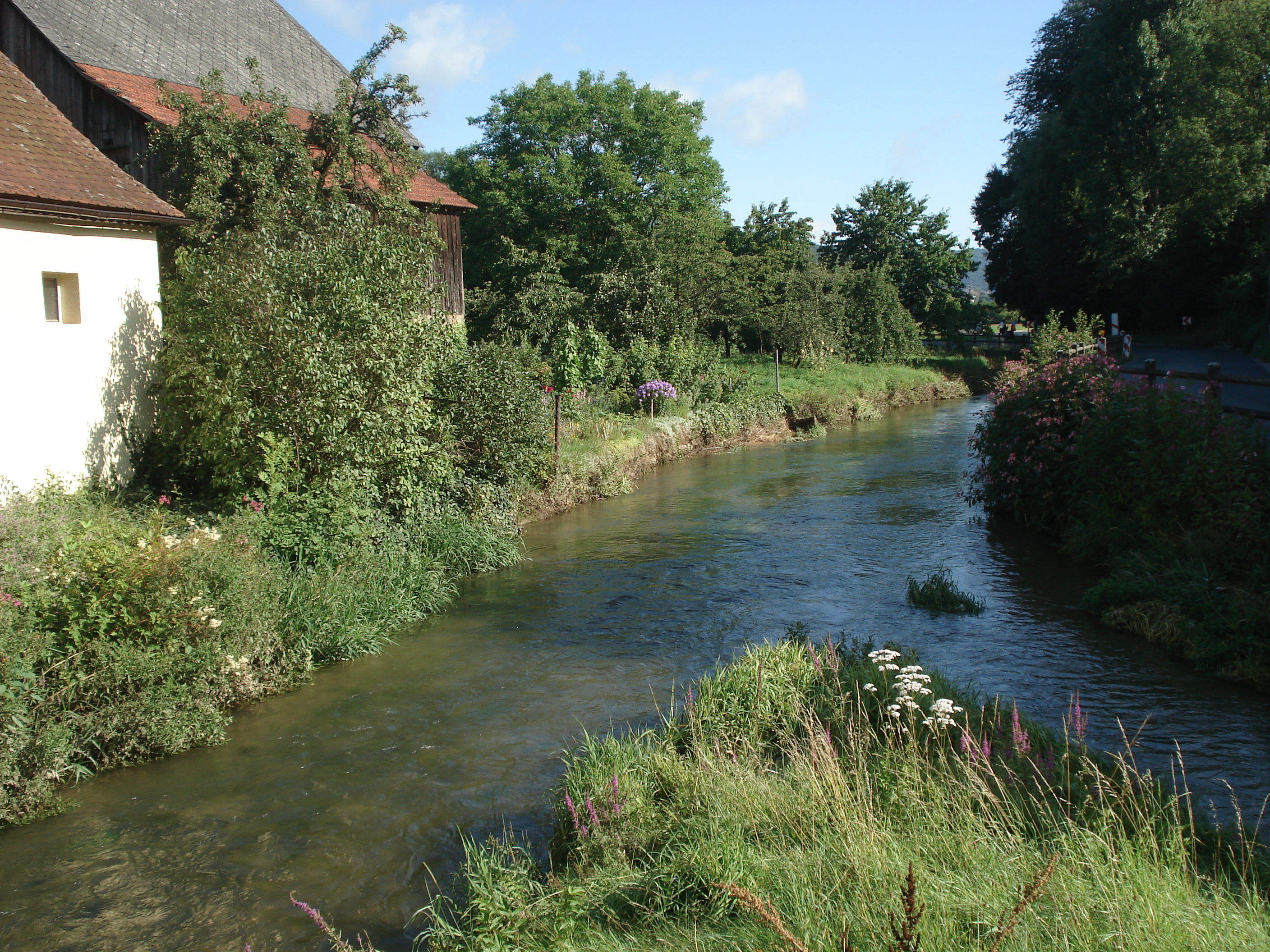

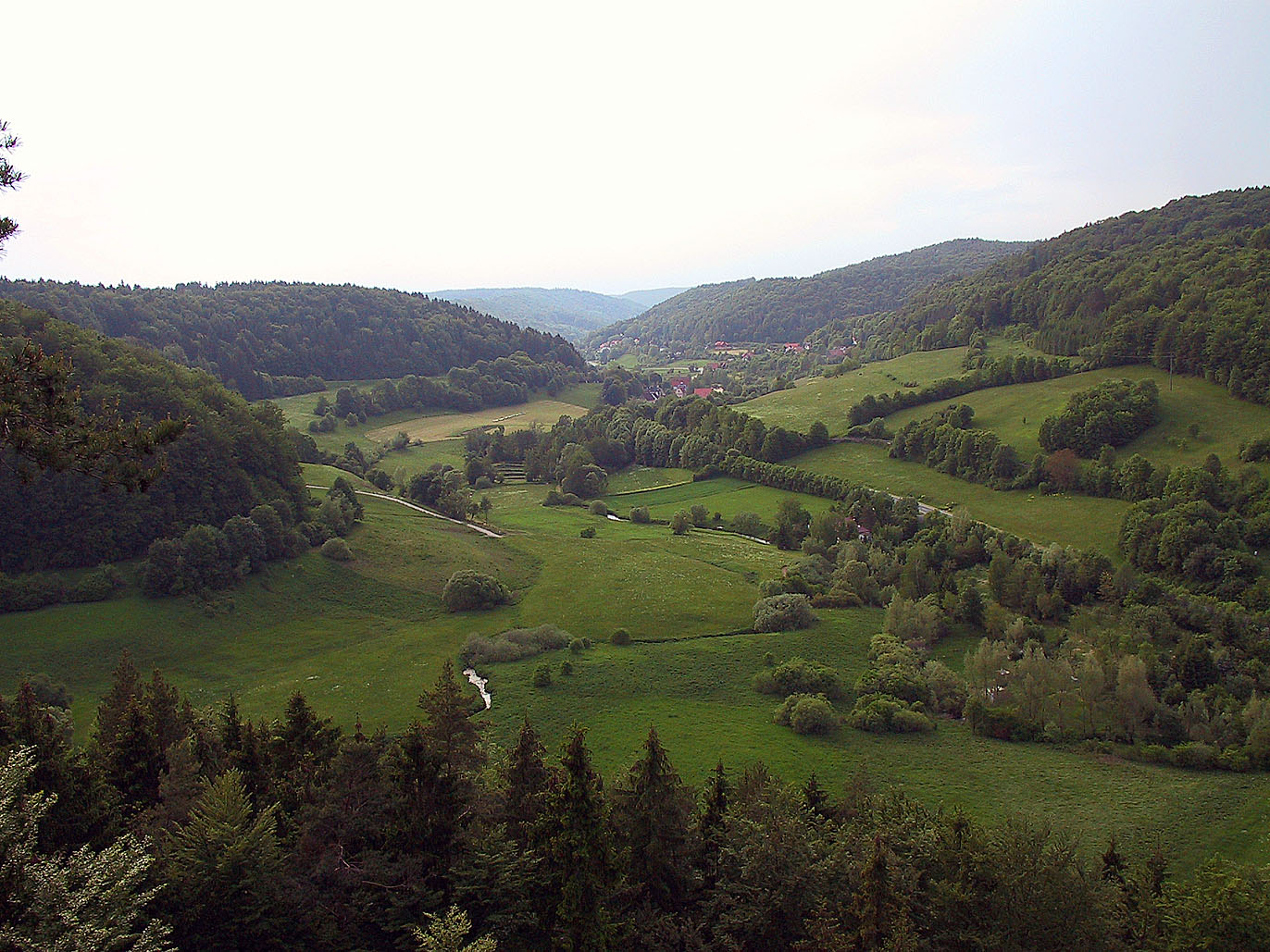

特魯巴赫河是德國的河流，位於該國東南部，由巴伐利亞負責管轄，屬於維森特河的左支流，河道全長20.7公里，流域面積140.1平方公里，發源自上特魯巴赫，河口處在普雷茨費爾德附近。